# Lislebone Long
Sir Lislebone Long, né en 1613 et mort le 16 mars 1659, est un homme politique et avocat anglais.

## Biographie
Diplôme de licence du Magdalen Hall de l'université d'Oxford en 1631, il étudie ensuite le droit à Lincoln's Inn et est appelé au barreau en 1640. En 1645 il est élu député de Wells au « Long Parlement ». Il conserve son siège à l'issue de la purge de Pride de 1648, et continue à siéger sous le Commonwealth d'Angleterre, la république qui fait suite à l'exécution du roi Charles Ier en 1649. Il représente à nouveau Wells au premier parlement du Protectorat d'Oliver Cromwell en 1654. Dans le même temps, sa carrière d'avocat est un succès. En décembre 1655 Cromwell, le Lord Protecteur d'Angleterre, le fait chevalier, et en 1656 il devient recorder (en) (juge) de Londres, ainsi que juge à la cour des Requêtes (en). Il est député du Somerset de 1656 à 1658, puis à nouveau de Wells de janvier 1659 jusqu'à sa mort. Le 9 mars 1659, il est choisi pour présider temporairement la Chambre des communes, le président Chaloner Chute étant excusé pour cause de maladie. Lislebone Long n'exerce toutefois cette présidence que durant quelques jours, avant de décéder subitement de maladie le 16 mars.